# З мандатом Хроноса
«З мандатом Хроноса» (рос. С мандатом Хроноса) — роман-трилер російського письменника Андрія Гусєва, виданий в 1995 році.

## Сюжет
Розпочинається все зі зйомок фільму, коли досвідчений метр радянського та російського кіно переймається зйомками прохідних епізодів в калузькій тьмуторокані. Далі заплановано виїзд на зйомки до Берліну. Вечері в готельному номері кіно метр  ще раз перечитує  сценарій. Сюжет якого такий. 
На початку 1990-х років в Росії завершувались часи так званої перебудови та невмілої конверсії. Сотні науково-дослідницьких інститутів «виплюнули» вже не потрібних співробітників. Головний герой Іван Журавльов – один із таких нереалізованих в пострадянському суспільстві фахівців. Він шукає для  себе нові шляхи реалізації. Від  престижної колись фізики його  "перенесло" в журналістику. Згодом, використовуючи свої зв’язки  він  контактує з крупним підприємцем Борисом Йосиповичем Ситіним або Оссі, як називає його Іван. Ситін очолював правління акціонерного товариства «Хронос». Він переконує Журавльова, фізика за фахом,  безпосередньо брати участь в справі на Захід рідкісного металу осмію. Цей випадок закінчується трагедією для Івана Журавльова – він гине внаслідок навмисно влаштованої авіакатастрофи.
Єдиною втіхою в короткому житті Івана Журавльова було його перше кохання до Настя. В їх стосунках було щось «з фільмів відомого Клода Лелуша, який всюди оспівував Чоловіка та Жінку, створених один для одного, незалежно від різних характеристик та обставин життя».
Завершується сценарій епілогом, в якому кіно метр читає із здивуванням  про свою участь у зйомках фільму за цим сценарієм. Майстер  здивувався: не було раніше цих сторінок у сценарію.

## Літературні особливості
Книга описує життя звичайної людини в Росії. Водночас це приклад того, як політики впливають на життя звичайного громадянина. Деякі частини роману мають містичну складову.